# Czernojarskaja
Czernojarskaja (ros. Черноярская) – stanica w Rosji, w Osetii Północnej, w rejonie mozdockim. W 2010 liczyła 687 mieszkańców.